# Ernesto Aurignac
Ernesto Aurignac es un saxofonista de jazz y compositor español nacido en Málaga en 1982. Es considerado como uno de los saxofonistas más importantes del panorama español actual. Además de su faceta como intérprete e improvisador, está considerado uno de los compositores y arreglistas más importantes de su generación. Muestra también un especial compromiso con la enseñanza musical en línea y desarrolla múltiples iniciativas pedagógicas y formativas.

## Biografía[2]
Su formación como saxofonista comienza a los 8 años de edad y, aunque cursa estudios clásicos en el conservatorio, crece escuchando discos de jazz, convirtiéndose en un gran aficionado desde edad muy temprana. Con 18 años finaliza los estudios superiores de saxofón clásico en el Conservatorio Superior de Málaga y es entonces cuando se traslada a Barcelona para estudiar jazz, armonía moderna e improvisación. Aunque durante breves periodos de tiempo recibe clases en el Taller de Músics de la ciudad condal, su formación en este ámbito puede considerarse autodidacta.
Ernesto Aurignac ha actuado a lo largo y ancho de toda la geografía española cosechando siempre éxitos de crítica y público. También ha actuado en Estados Unidos, Finlandia, Polonia, Ecuador, Francia, Chile, Australia, Rusia, Alemania, Portugal, Inglaterra,Canadá, México, Hungría, Rumanía, Italia, Dinamarca. 
Ha trabajado en multitud de formaciones con músicos de la talla de Chano Domínguez, Perico Sambeat, Gilad Hekselman, Joe Magnarelli Eric Alexander, Joachim Kühn, Javier Colina, Marc Miralta, Alain Pérez, Albert Sanz, Anders Christensen, Alexi Tuomarila, Mike Mossman, Massa Kamaguchi, Deejay Foster, Andre Sumelius, David Mengual, Ramón Prats, Marco Mezquida, Silvia Pérez Cruz, Andrea Motis, Michael Olivera, Jordi Bonell, Jaume Llombart, Borja Barrueta, Moisés P. Sánchez, Jesús Santandreu, Pablo Martin, entre otros, y con figuras del flamenco como Gerardo Nuñez, Antonio Rey, el Rubio de Pruna, el Piraña, Jesus Mendez, Sandra Carrasco, Cepillo, La Tremendita, La Genara e Israel Fernández.
Ha formado parte del elenco de músicos del espectáculo “Flamenco Hoy” del cineasta Carlos Saura, bajo la dirección musical de Chano Domínguez. Es miembro integrante del trío M.A.P. compuesto por el pianista Marco Mezquida, el batería Ramón Prats y él mismo al saxofón, siendo este uno de los grupos de mayor relevancia dentro del panorama jazz español. Ha actuado como solista liderando multitud de proyectos propios, además de tocar junto a conjuntos orquestales como Orquesta Filarmónica de Extremadura, Orquesta Filarmónica de Gran Canaria, Orquesta Sinfónica de Málaga, U · Circle Breakers, Sedajazz Latin Ensemble, Sedajazz Bigband, Clasijazz Bigband, Pirineos Jazz Orchestra, Perico Sambeat Bigband, Banda Municipal de Vitoria y Banda Juvenil de Música Miraflores-Gibraljaire.
Ha sido igualmente miembro fundador y vicepresidente de la Asociación de Jazz de Málaga además de director de la AJM Bigband y profesor de saxofón, armonía y combos del Centro de Artes y Música Moderna ‘Maestro Puyana’ (CAMM). Actualmente imparte clases en seminarios de jazz nacionales e internacionales como profesor de saxofón, iniciación al jazz, combos y armonía moderna. Como profesor ha compartido seminarios con profesores músicos de la talla de George Garzone, Joe Magnarelli, Seamus Blake, Dave Kikoski, Peter Berstein, Bob Gullotti, John Lockwood o Steve Grossman. 

## Discografía[12][13]

### Álbumes como líder y colíder
| - 2010: con Sindicato Ornette (Julián Sánchez, Ernesto Aurignac, Paco Weht y Ramon Prats): Live at Clasijazz 24/07/2010 - Clasijazz Live Records - 2013: con Sindicato Ornette (Julián Sánchez, Ernesto Aurignac, Paco Weht y Ramon Prats): Fotos - Asociación Jazz Málaga - 2014: UNO - Moskito Records - 2015: Anunnakis (Live in Jamboree) - Fresh Sound New Talent - 2016: Plays Standards, Vol. 1 - Blue Asteroid Records - 2016: M.A.P. (Marco Mezquida, Ernesto Aurignac y Ramón Prats): M.A.P. - autoeditado - 2019: Música para un pez descalzo - U · Circle Breakers - autoeditado - 2019: Plutón - Ernesto Aurignac Ensemble - autoeditado |

### Álbumes como miembro de otros grupos y colaborador
| - 2005: con La Sonora Big Band: La Sonora por Cádiz - Bujío Producciones - 2006: con Among3: Among3 - Fresh Sound Records - 2006: con Javier Galiana & Spice Berberechos: Werther en Nueva York - Fonoruz - 2007: con Josep Tutusaus Septet: El Pulpo - R3cords - 2007: con Arturo Serra: Lindeza - NewSteps Records - 2008: con Perico Sambeat: Flamenco Big Band - Verve - 2008: con Arturo Serra Quintet: Seeker - NewSteps Records - 2008: con Víctor Correa Septet: Coltrane - R3cords - 2009: con Juan Pablo Balcázar Quintet: Invocation - Fresh Sound Records - 2010: con André Sumelius Quartet: Victory Songs - Abovoice Production - 2010: con Eva Novoa: Eva Novoa Quartet - Fresh Sound Records - 2013: con Carlos Saura: Flamenco Hoy - Nuba Records - 2014: con Sandra Carrasco: Océano - Warner Music Spain - 2015: con Perico Sambeat Big Band: Voces - Nuba Records - 2017 con Guillermo Calliero: South American Project Vol. 1 - Fresh Sound Records - 2017 con Miguel A. Gil Quintet: Grooveland - Romero Music Spain |

## Obra compositiva[14]
A raíz del estreno de su obra orquestal UNO (2014), Ernesto Aurignac ha centrado sus esfuerzos en la composición musical para diferentes agrupaciones y formatos musicales. El estilo compositivo de Ernesto Aurignac auna la sonoridad del lenguaje del jazz con el de la música clásica moderna (impresionismo, expresionismo y neoclasicismo musical). Entre las figuras que influyen su sonido se encuentran compositores como Duke Ellington, Billy Strayhorn, Thelonious Monk, Igor Stravinsky, Claude Debussy, Maurice Ravel, Steve Reich   entre otros.
| Año  | Obra                                            | Tipo de obra                                |
| ---- | ----------------------------------------------- | ------------------------------------------- |
| 2014 | Suite "UNO"                                     | Música para orquesta                        |
| 2015 | Suite "Annunakis"                               | Música para quinteto de jazz                |
| 2017 | Suite "DOS"                                     | Música para orquesta híbrida (jazz-clásica) |
| 2018 | Obra Maestra                                    | Música de cámara                            |
| 2018 | In Obscurum                                     | Música para banda sinfónica                 |
| 2018 | Dalí                                            | Música para banda sinfónica                 |
| 2018 | Suite "Música para un pez descalzo"             | Música para ensemble                        |
| 2019 | Namibia                                         | Música de cámara                            |
| 2019 | Tejeringo                                       | Música de cámara                            |
| 2019 | Suite "KUVA"                                    | Música para octeto de jazz                  |
| 2019 | Poema para una nube rosa y tres elefantes mudos | Música de cámara                            |
| 2019 | Suite "MAP"                                     | Música para trío de jazz y banda sinfónica  |
| 2019 | Plutón                                          | Música para ensemble                        |
| 2021 | ¡Quiero más!                                    | Música para octeto y coro de niños          |